# Lagos de Saliencia

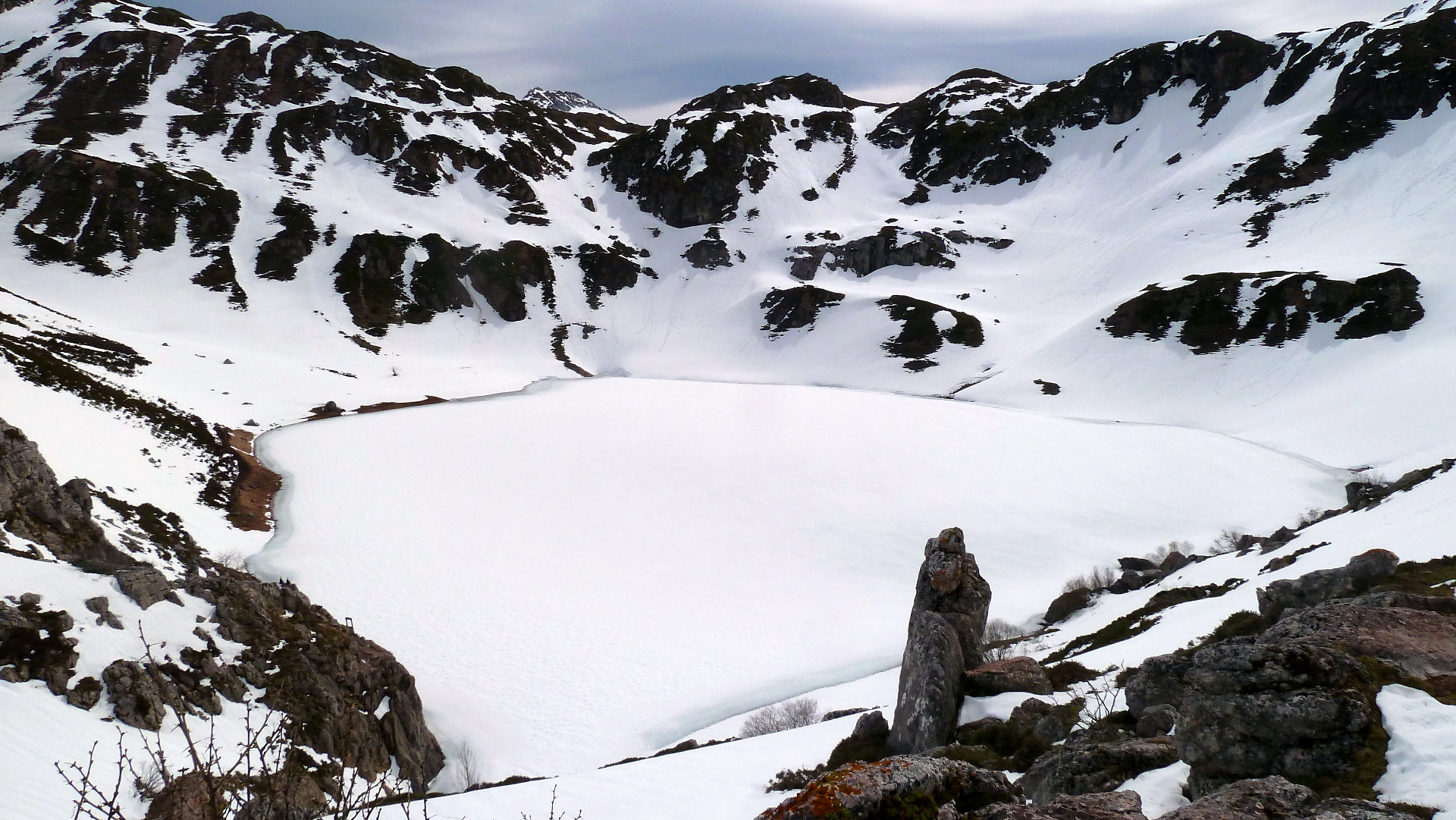
Lago de la Cueva nevado

Los lagos de Saliencia son un conjunto de lagos que se encuentran en el concejo asturiano de Somiedo, en Asturias. Están situados en el parque natural de Somiedo y se componen de los siguientes: Calabazosa o Lago Negro, Cerveriz, Laguna de Almagrera o La Mina, y La Cueva. 
La formación del conjunto se basa en lagos de origen glaciar, con sus correspondientes comunicaciones por valles glaciares. Geológicamente se trata de una zona con todas las características de abrasión glaciar. La vegetación también es la típica acuática de los lagos, destacando por su interés la genciana. Dentro de la fauna cabe destacar la presencia de osos pardos cantábricos, nutrias, alimoches y águilas reales en el valle del lago. Mención aparte merece la familia de los anfibios, ya que se encuentran en esta zona la mayoría de los existentes dentro del parque. Destaca el tritón alpino y el palmeado, la salamandra común, el sapo común y el partero y la rana bermeja y la patilarga.
Este espacio protegido está incluido en la reserva de la bioesfera de Somiedo. Fue declarado monumento natural el 22 de mayo de 2003.

Lagos de Saliencia
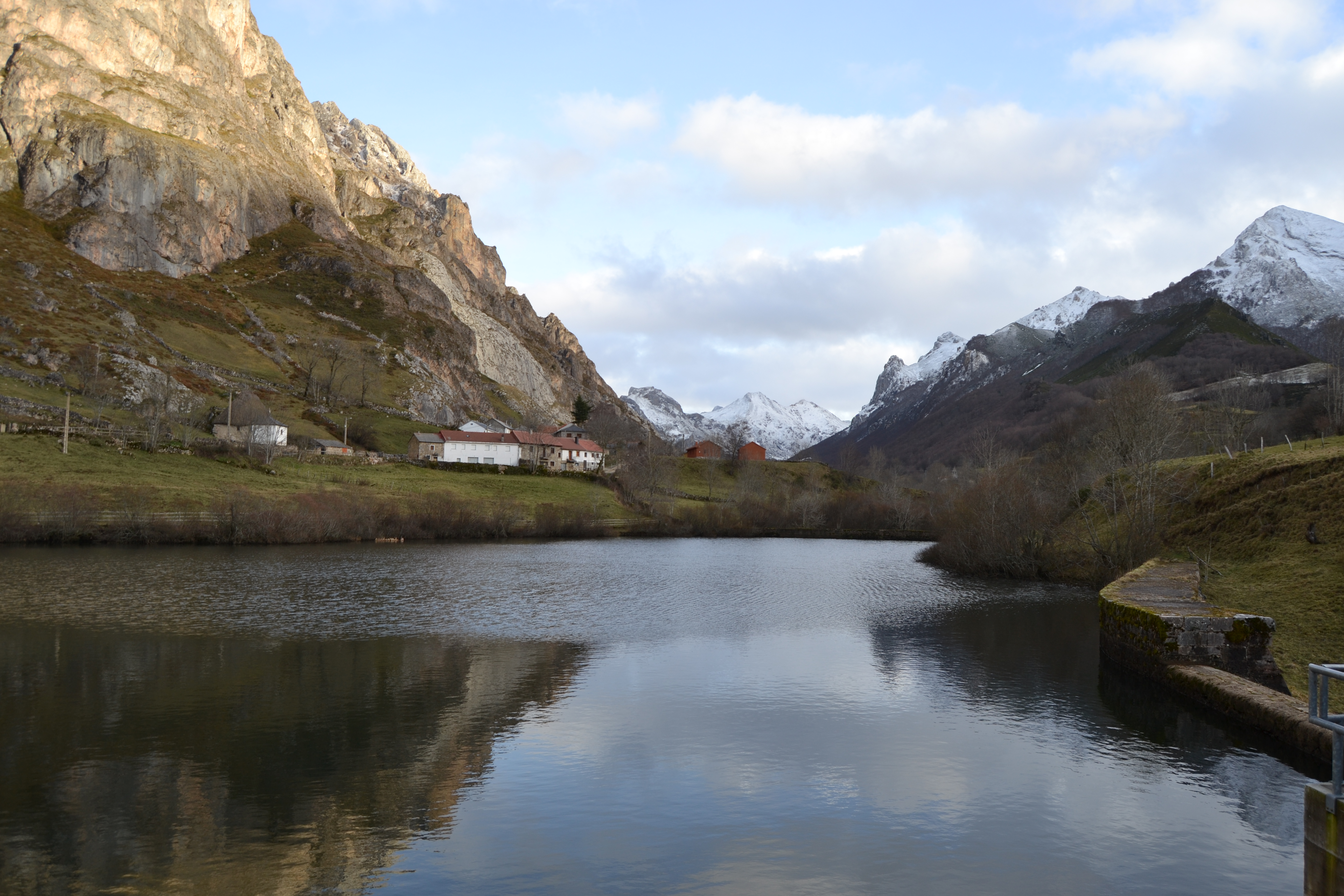
Embalse a la entrada al pueblo de Valle del Lago.
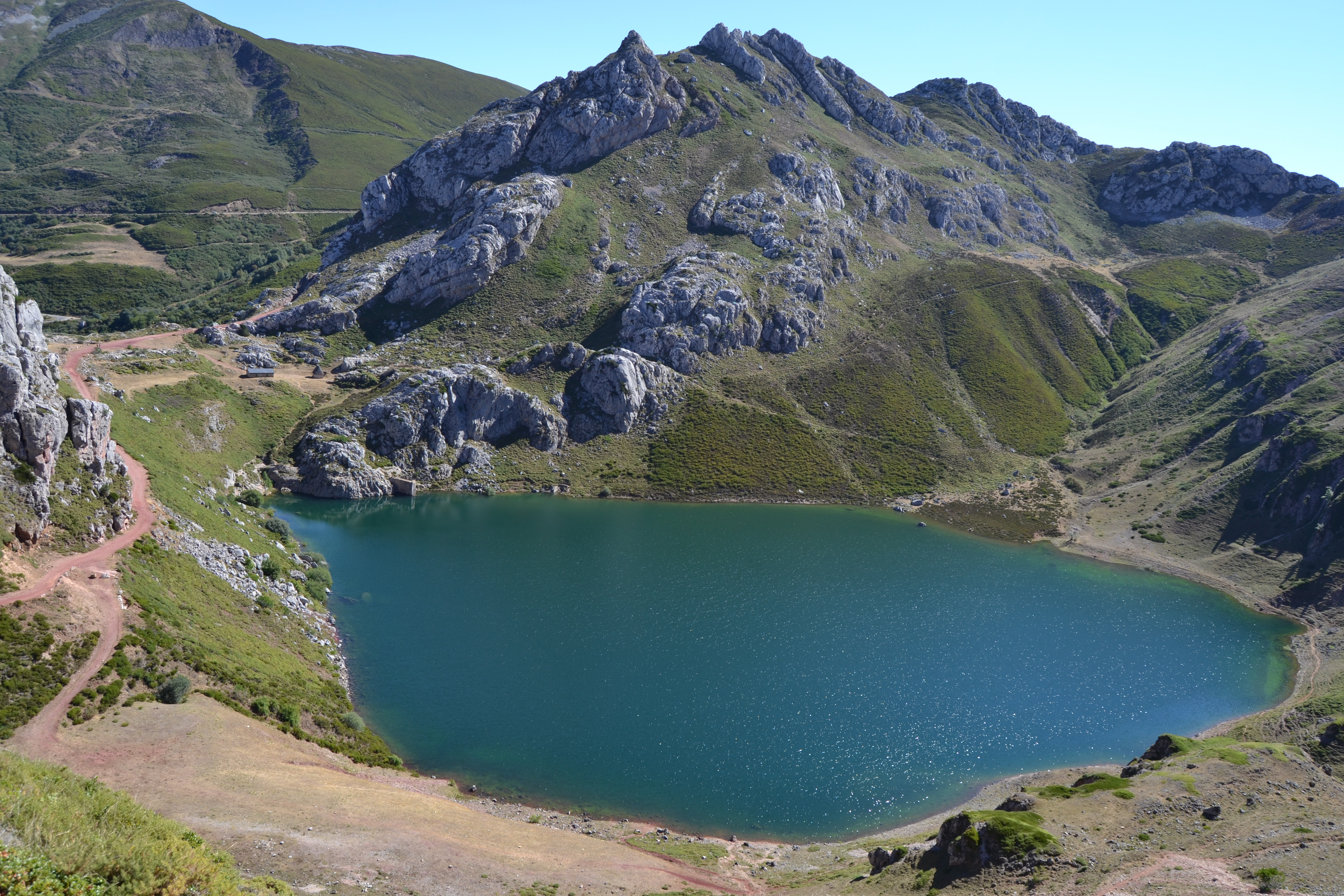
Lago de la Cueva.
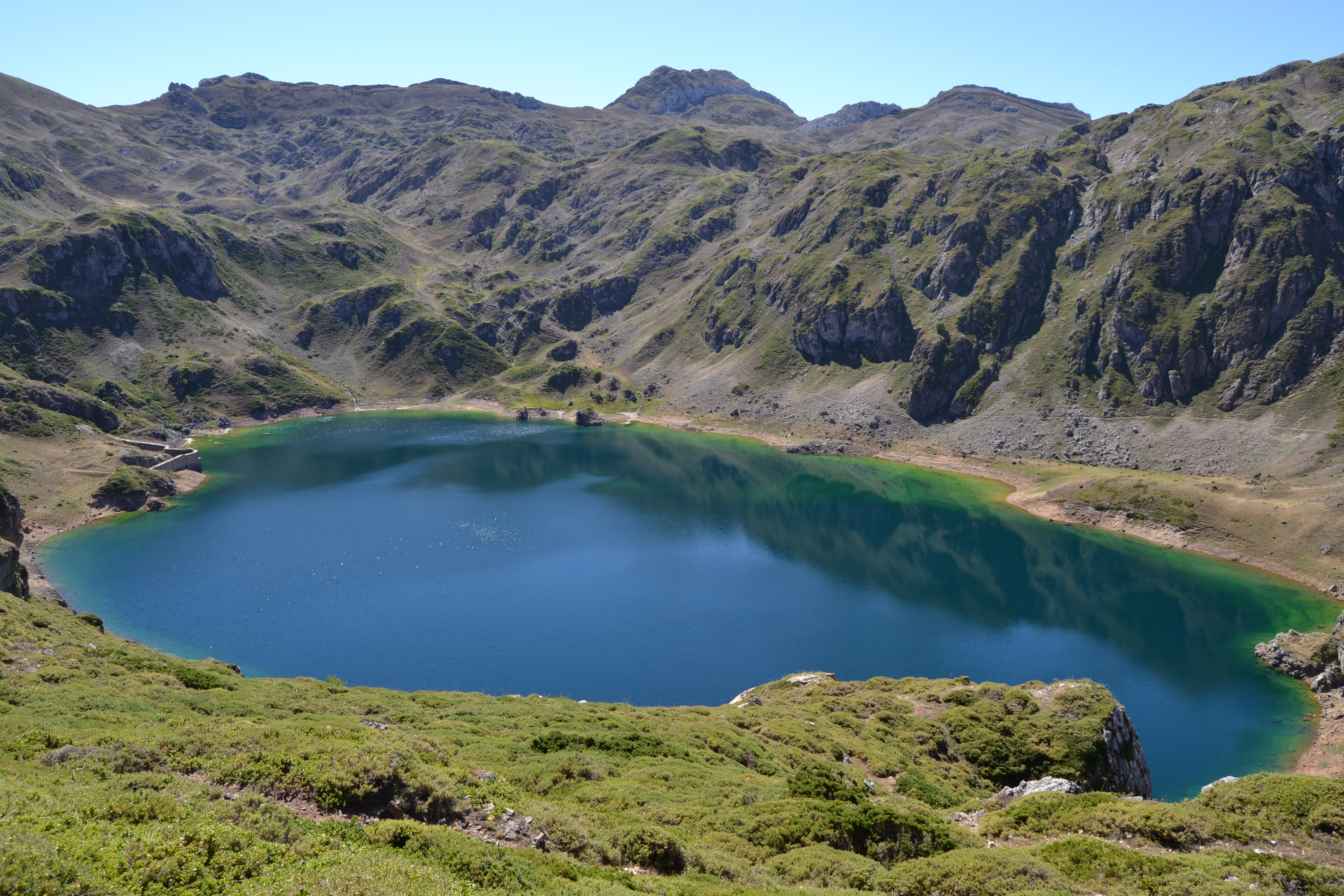
Lago Calabazosa.